# Pare Lorentz
Pour les articles homonymes, voir Lorentz.
Pare Lorentz surnommé le"FDR′s filmmaker." est un réalisateur et documentariste né le 11 décembre 1905 à Clarksburg (Virginie-Occidentale) et mort le 4 mars 1992 à Armonk (état de New York).

## Biographie
Leonard MacTaggart Lorentz connu sous le nom de Pare Lorentz est né le 11 décembre 1905 à Clarksburg, en Virginie occidentale. Il est le fils de Pare Hanson Lorentz. Sa famille était domiciliée à proximité du Robinson Grand Theatre de Clarksburg. Après ses études secondaires à la Buckhannon High School achevée en 1922, il fait des études de journalisme au West Virginia Wesleyan College et à l'Université de Virginie Occidentale.
En 1925, Leonard MacTaggart Lorentz prend le prénom de son père et se fait appeler Pare Lorentz.

### Le musicien
Le jeune Léonard a étudié le violon pendant dix ans. Il a joué du violon dans un orchestre durant ses études universitaires. Ce parcours musical explique son attention particulière aux illustrations sonores de ses films.

### Le Journaliste
Il s'installe à en 1925 à New York où il tient la rubrique "critique de films" pour le Judge Magazine. 
En 1930, il devient critique de cinéma pour le New York Journal-American, puis pour les magazines Vanity Fair et Town and Country.

### Le cinéaste
1935 est le début de sa carrière de cinéaste, en travaillant pour la Resettlement Administration. Convaincu de la puissance informative du cinéma  il convainc Rexford Guy Tugwel directeur de la Resettlement Administration de tourner un documentaire en direction des agriculteurs ruinés par les grandes sécheresses des années 1930 (Dust Bowl) pour leur faire connaître les opportunités de réinstallation,. Sa participation aux programmes du New Deal en faveur des agriculteurs l'a fait passer à la postérité comme le  "FDR′s filmmaker."(Frankin Delano Roosevelt). Son premier film  The Plow That Broke the Plains sera applaudi pour ses qualités esthétiques, musicales, historiques et éducatives ; cela dit certains tout en reconnaissant la valeur cinématographique de The Plow That Broke the Plains le qualifieront de film de propagande,,. Son second film The River réalisé en 1938, présente l’histoire du Mississippi et de ses affluents, puis montre la nécessité de construction de barrages pour contrôler le fleuve Mississippi au lieu de laisser ses eaux de crue ravager les terres agricoles. Comme pour The Plough That Broke the Plains, Lorentz  utilise les techniques stylistiques qu'il avait développées dans The Plough That Broke the Plains et fait appel au compositeur Virgil Thomson pour la bande son. The River est un succès critique et commercial. Paradoxalement The River, film  réalisé par un social démocrate convaincu fut primé  au 6° Festival international du film de Venise de 1938 en pleine période fasciste. En 1990, The River est inscrit au National Film Registry, donc reconnaissance de ce film comme faisant partie du patrimoine culturel des États-Unis .
En 1940, il tourne The Fight for Life qui est probablement le premier Docufiction, puisqu'il s'agit d'un film dans lequel jouent de véritables acteurs et l'utilisation d'un style de narration  proche du film d'action. 
La qualité éducative de ses documentaire le font vite reconnaître par la profession, Pare Lorentz est considéré comme l'un des piliers du cinéma documentaire avec Robert Flaherty et Barbara Kopple de ceux   et celles qui l'ont hissé au niveau de genre cinématographique au même titre que les autres genres.

### Divers
Pare Lorentz, décède le 4 mars 1992 d'une défaillance cardiaque à son domicile d'Armonk.
En 1993, son épouse Elizabeth Meyer Lorentz fonde The Pare Lorentz Center et le Pare Lorentz Documentary Fund,,  un des services dédiés aux cinéaste de l'International Documentary Association (IDA). Grâce aux dons du New York Community Trust  le Pare Lorentz Documentary Fund peut aider des documentaristes et récompenser des documentaires qui se distinguent par leurs valeurs visuelles, sonores, éducatives lors de leur présentation au Festival International du Film Pare Lorentz.
Les archives de Pare Lorentz sont déposées à la Bibliothèque du Congrès et au Pare Lorentz Film Center du Franklin D. Roosevelt Presidential Library and Museum,.

## Écrits
- The River, éd. Franklin Classics Trade Press, 2018,
- Fdr'S Moviemaker: Memoirs And Scripts, éd. University of Nevada Press, 1992
- Lorentz On Film: Movies 1927 To 1941, éd. Hopkinson and Blake Publishers, 1975,

## Filmographie

### Réalisateur
- 1936 : The Plow That Broke the Plains[13],[34]
- 1938 : The River[22]
- 1940 : The Fight for Life[25]
- 1947 : The Rural Co-op
- 1948 : Nürnberg und seine Lehre

### Scénariste
- 1936 : The Plow That Broke the Plains[13],[34]
- 1938 : The River[22]
- 1939 : The City
- 1940 : The Fight for Life
- 1942 : The Land
- 1947 : The Rural Co-op
- 1948 : Nürnberg und seine Lehre

### Producteur
- 1948 : Nürnberg und seine Lehre[35],[36].

## Récompenses et distinction
- 1938 : Prix du meilleur documentaire décerné par le 6° Festival international du film de Venise pour The River
- 1971 : Professeur honoris causa de l'Université du Wisconsin à Oshkosh,
- 1978 :  Professeur honoris causa de l'Université de Virginie Occidentale,
- 1980 : Lauréat du Sadie Award décerné lors du Birmingham International Educational Film Festival de 1980,
- 1985 : Lauréat du Career Achievement Award décerné par International Documentary Association, pour l'ensemble de son œuvre,
- 1986 : Récipiendaire du prix d'Honneur pour l'ensemble de son œuvre décerné par le Washington Film Council,
- 1990 : Récipiendaire d'un Prix récompensant l'ensemble de son œuvre décerné par la Division de la Culture et de l'Histoire du gouvernement de la Virginie Occidentale.

### Articles
- Music to Heal a Land of Dust and Floods, par Anthony Tommasini pour le New York Times, 2017[16],
- The Plow That Broke the Plains, article édité sur le site de la station Fountain City Frequency[40], 2016[17],
- The Plow That Broke the Plains, par Michael W. Schuyler pour l'Encyclopedia of The Great Plains éditée par l'Université du Nebraska à Lincoln , 2011[13],
- 'The River' Runs Through It: The Legacy of Pare Lorentz, par Betsy McLane pour le Documentary Magazine de l'IDA, 2010[41],
- Images et sons au service de Roosevelt, par Renaud Machart pour Le Monde, 2011[18],

- The Real Deal, How the government accidentally funded art and journalism, par J.R. Jones pour le Chicago Reader, 2008[42],
- Pare Lorentz, 86, a Film Director On Socially Conscious Matters, par William Grimes pour le New York Times, 1992[11],
- Pare Lorentz Again Goes to Fact for His Drama in His New Film, 'The Fight for Life', at the Belmont, par Frank S. Nugent pour le New York Times, 1940[25].
- The Government Documentary Film, 'The River', Opens at the Criterion--New Double Bill at Central, par Frank S. Nugent pour le New York Times, 1938[43],

### Interviews
- The Documentary: An Interview with Pare Lorentz, menée par Elwy Yost, diffusé par TVO, 1989[44]
- An interview with Pare Lorentz, menée par Alan Fern de la Bibliothèque du Congrès, 1976[45]